# Special-purpose district
Der Special-purpose district (auch Special district; deutsch „Zweckdistrikt“) ist in den Vereinigten Staaten eine Form interkommunaler Zusammenarbeit, zu der sich Gebietskörperschaften zusammenschließen können, um ein gemeinsames Projekt zu errichten und zu verwalten.

## Allgemeines
Als Gebietskörperschaften kommen unterhalb der Ebene eines Bundesstaats Gemeinden (englisch municipalities), Counties oder Townships in Betracht. Auch School districts sind Special districts. Nicht jede kleine Gemeinde kann sich eine Großanlage wie beispielsweise ein Wasserkraftwerk leisten, weil die Finanzierungs- und Finanzrisiken für sie zu hoch wären und ihre Risikotragfähigkeit übersteigen würden. Deshalb dürfen sich mehrere Gebietskörperschaften zu einem Special-purpose district zusammenschließen. In Form und Zielsetzung entspricht er dem deutschen Zweckverband.

## Organe
Special-purpose districts sind eine eigene Rechtspersönlichkeit mit Aktiv- und Passivlegitimation und haben Organe (Vorstand, Aufsichtsrat und Mitgliederversammlung), die sich aus den Gründergemeinden rekrutieren. Sie werden gebildet nach dem Recht des Bundesstaats, in welchem sie sich befinden.

## Projekte
Die interkommunale Zusammenarbeit betrifft die Errichtung und Verwaltung von Brücken, Flughäfen, Friedhöfen, Häfen, Highways, Krankenhäusern, öffentlichem Personennahverkehr, Parks, Sportstadien oder Versorgungseinrichtungen (Wasserwerke, Kläranlagen, Gas- und Elektrizitätsversorgung). Berühmtes Beispiel für einen Special District ist die Golden Gate Bridge in San Francisco, Teil des „Golden Gate Bridge, Highway and Transportation District“.

## Finanzen
Special-purpose districts sind verwaltungsmäßig und finanziell von ihren Mitgliedskörperschaften unabhängig. Sie verfügen über eine eigene Einnahmehoheit, die sich aus Umlagen von Mitgliedskörperschaften und/oder eigenen Einnahmen (etwa Eintrittsgelder, Maut) zusammensetzt. Special-purpose districts unterliegen dem Chapter 9 des US Bankruptcy Code und können insolvent werden.